# みちこ先生のニコニコ通信
『みちこ先生のニコニコ通信』（みちこせんせいのニコニコつうしん）は、2008年4月5日（RKKは6日）より南日本放送が制作し、RKBラジオ、宮崎放送、熊本放送でネットされているミニ番組である。
当番組を放送している放送局の放送対象地域に学習塾を展開している昴(本社:鹿児島県鹿児島市)の一社提供番組。

## 出演者
- 西村道子（みちこ先生） - メインパーソナリティ（株式会社昴　代表取締役会長）
- 財津三奈 - 進行役（MBCタレント）
- 田辺令吉 - ナレーション（放送開始当時南日本放送アナウンサー）
  - オープニングの内容、放送局紹介や提供読みを担当。

## 放送内容
受験生か児童、生徒を持つ親の悩みに対してみちこ先生が適切に番組上で相談に乗ってくれるというものとなっている。
主な相談内容としては、受験生からは受験に関する悩みで、親からは、あまり宿題をしないためにどうしたら学力を伸ばせるか、どうにか非行が直らないかの相談など。
また、定期テスト（中間、学期末、学年末）前や、学年や学期の始めと終わり、夏休みの末期（宿題が溜まっている）になると、これに沿った相談になることが多い。
ゲストに関しては、昴の一流講師陣が来ることが多い。
番組後半は相談者がリクエストした音楽を流した後、“昴インフォメーション”と題して、会長であるみちこ先生自身が昴からのお知らせを放送して終わる。これが昴のCMに相当する（生コマーシャル）。

## 放送局と放送時間
時刻表記は日本標準時（JST）。
いずれも毎週土曜日に放送される。
- 南日本放送（MBCラジオ・製作局）17:00～17:10
- RKB毎日放送（RKBラジオ）17:35～17:45
- 宮崎放送（MRTラジオ）17:50～18:00
- 熊本放送（RKKラジオ）18:10～18:20
  - 以前は毎週日曜日の18:30～18:40だったが、枠移動により全局が毎週土曜日の放送になった。

## 備考
- 南日本放送の自社製作番組だけに関しては、自社のテレビとラジオの番組表に色で網掛けされている。この中には当番組も含まれている。
- ネット局のMRTラジオとRKBラジオ（Web番組表調べ）では「みち子先生のニコニコ通信」となっている。
- MBCラジオの番組「陶山謙治のぶにせんもえ」の、2009年5月30日から6月21日までの放送のゲストコメンテーターがみちこ先生本人である。
- スポンサーが展開している地域向けの番組であるため、鹿児島県の放送局である南日本放送製作の番組としては珍しく全ネット局の放送対象地域（当番組では福岡県、熊本県、宮崎県も含まれる）の話題を扱っている。一例としては年末年始などに特別に編成される昴が運営する学習塾の代表者挨拶など。